# Kornos
Kornos (en griego: Kόρνος) es un pueblo situado en el Distrito de Lárnaca de Chipre, a 26 kilómetros al oeste de la ciudad de Lárnaca y 25 kilómetros al suroeste de Nicosia. El municipio de Kornos se sitúa en el centro de tres grandes ciudades, Nicosia, Limasol y Lárnaca y a una distancia tal que se puede cubrir en coche en un período de tiempo que no excede los 25 minutos.

## Geografía
Kornos está construido sobre terreno montañoso a una altitud media de 320 metros sobre el nivel del mar y recibe una precipitación media anual de 454 milímetros. Los cítricos (principalmente limones, mandarinas y naranjas amargas), olivos, algarrobos, cereales, semillas forrajeras, hortalizas (melones, patatas y coles) y algunas legumbres y árboles frutales se cultivan en su territorio.
La apicultura se practica en Kornos desde tiempos antiguos. La miel del pueblo es conocida en todo Chipre por su excelente calidad. Hoy, 5 pequeñas industrias en la comunidad están ocupadas profesionalmente con la producción de miel.

## Historia
Hay restos antiguos en la región del pueblo, lo que demuestra que fue habitado desde la Antigüedad. Una tumba en la parte norte y un asentamiento que fue excavado anteriormente, están datados entre la era arcaica y clásica de Chipre.
El pueblo existe al menos desde la época del Reino de Chipre y puede encontrarse marcado en los mapas antiguos bajo el nombre de "Corno".
La iglesia del pueblo está dedicada a San Juan Bautista y fue construida a principios del siglo XIX. En ella hay un icono del santo homenajeado que se remonta a 1734.
Muy cerca de Kornos había un pequeño asentamiento llamado "Kornokipos", al igual que el pueblo en el Distrito de Famagusta. En realidad, este pequeño asentamiento era una extensión de la aldea y no está marcado como un pueblo diferente en los mapas oficiales.

## Población
El pueblo ha pasado por un crecimiento grande y notable de su población desde 1881, cuando los habitantes eran 325 hasta el año 2011 cuando llegaron a 2.083.
El pueblo mantiene la arquitectura tradicional en gran medida con los tejados de las casas y las paredes construidas con ladrillos secados al sol y los arcos, las puertas y las ventanas de madera asentados sobre bases de piedra a medida.